# ليونارد مخانيا
ليونارد مخانيا (مواليد 9 أغسطس 1964) هو ملاكم سوازيلاندي، مثّل بلاده في الألعاب الأولمبية الصيفية 1984.

## روابط خارجية
ليونارد مخانيا على موقع بوكس ريك (الإنجليزية) (registration required)
- ليونارد مخانيا على موقع اللجنة الأولمبية الدولية (الإنجليزية)
- ليونارد مخانيا على موقع أوليمبيديا (الإنجليزية)
- ليونارد مخانيا على موقع اتحاد ألعاب الكومنولث (مؤرشف) (الإنجليزية)